# Тедонган (река)
Вижте пояснителната страница за други значения на Тедонган.
Тедонга̀н (на корейски: 대동강) е втората по дължина река в Северна Корея. Нейната дължина е 439 km.

## Описание
Река Тедонган води началото си на 1356 m н.в.у от югоизточното подножие на масива Наннимсан (2186 m), най-високата част на хребета Мьохян (крайна югозападна част на Северокорейските планини). В горното си течение тече на юг и югозапад в тясна планинска долина. В района на град Токчхом излиза от планините и до устието си тече в широка долина и е типична равнинна река. Тук реката минава през столицата Пхенян и около поречието ѝ се намират Кулата на идеите Чучхе и площад „Ким Ир Сен“. Влива се в Корейския залив на Жълто море, в района на град Нампхо, като образува голям естуар. С дължина 439 km тя е втората по дължина река в Северна Корея и петата на Корейския полуостров. Площта на водосборния ѝ басейн е 20 344 km2. Има типичен мусонен режим с ясно изразено лятно пълноводие. През зимата замръзва за 2 – 3 месеца. Плавателна е на 243 km от устието си за плитко газещи речни съдове, а за морски съдове – 30 km, до град Сонрим. В естуарът ѝ е разположено морското пристанище Нампхо.

## История
Около поречието на река Тедонган са разкрити множество археологически обекти от Неолита и Бронзовата ера. По бреговете ѝ се формира раннофеодалната държава Когурьо през VII век пр.н.е..

## Язовири и мостове
През 1986 г. правителството на Северна Корея завършва осемкилометровата стена, която прегражда устието на река Тедонган, в резултат, на което се образува язовир с обем 3 милиарда km3. Водата се използва за промишлеността и в земеделието за напояване. Със създаването на язовира става възможно навлизането на кораби с вместимост 50 000 тона в пристанището на Нампхо, 30 000 тона – в Сонрим и 10 000 тона – в Пхенян. На реката е изградена ВЕЦ „Тедонган“ с мощност 200 MWt.
Над река Тедонган са построени шест моста, като три от тях се намират в Пхенян.

## Галерия
- Остров Янгакдо, Пхенян
- Реката в Пхенян
- Снимка на реката през 1889 г.
- Реката в Пхенян
- Американският кораб „USS Pueblo (AGER-2)“, акостирал на брега на реката.
- Реката в Нампхо
- Реката в Нампхо